# 8712 Suzuko
8712 Suzuko (1994 TH2) là một tiểu hành tinh vành đai chính được phát hiện ngày 2 tháng 10 năm 1994 bởi K. Endate và K. Watanabe ở Kitami.